# Interstate 540 (Caroline du Nord)
Pour les articles homonymes, voir Interstate 540.
L'Interstate 540 (I-540) fait partie, avec la NC 540, d'une route de Raleigh en Caroline du Nord. Lorsqu'elle sera complète, la boucle encerclera la ville avant, comme point de rencontre, la jonction avec l'I-40.
La phase initiale de construction est désignée I-540 et a été complétée en janvier 2007. Elle débute à l'I-40 près de l'Aéroport international de Raleigh–Durham jusqu'à l'I-87 / US 64 / US 264 au sud de Knightdale. Il était d'abord prévu de faire une route complète autour de Raleigh et de désignée celle-ci comme I-640. Cependant, lorsqu'il est devenu impossible financièrement de réaliser ce projet, il a été décidé que la portion manquante de la route allait être désignée comme une autoroute d'État plutôt qu'une Interstate. C'est la portion au sud de l'I-40 qui est nommée NC 540. C'est le prolongement ouest de l'I-540. Il est projeté de compléter la portion entre le terminus sud actuel de la NC 540 à Feltonville jusqu'au terminus est de l'I-540 à Knightdale. La boucle sud, la NC 540, est une route à péage. Une première section, entre Feltonville et la jonction de l'I-40 / US 70, est actuellement en construction.

## Description du tracé
L'I-540 débute à un échangeur avec l'I-40 près de l'Aéroport international de Raleigh–Durham. Elle se dirige vers le nord-est et croise des voies locales avant de croiser la US 70. L'I-540 se dirige ensuite vers l'est à travers des zones résidentielles du nord de Raleigh, avec quelques sorties vers des voies locales. Elle se dirige ensuite vers le sud-est pour croiser la US 1 ainsi que la US 401. L'autoroute traverse ensuite la rivière Neuse pour entrer à Knightdale. En entrant dans cette ville, l'I-540 a un échangeur avec la US 64 Bus. C'est environ deux miles (3,2 km) plus loin que l'I-540 atteint son terminus est à la jonction avec l'I-87 / US 64 / US 264. Au-delà de cette jonction, des rampes fantômes indiquent la volonté de poursuivre la route pour rejoindre la NC 540 et ainsi compléter la boucle.

## Liste des sorties
| Interstate 540 |              |       |       |        |                                                                          |                                                          |
| Comté          | Municipalité | mi    | km    | Sortie | Intersections / Destinations                                             | Notes                                                    |
| Durham         |              | 0,00  | 0,00  | 1      | I-40 – Raleigh, Durham, Research Triangle Park                           | Indiqué sortie 1A (est) et 1B (ouest)                    |
| Wake           | Raleigh      | 2,00  | 3,20  | 2      | Aviation Parkway – Aéroport de Raleigh-Durham                            | Indiqué sortie 2A (sud) et 2B (nord)                     |
| Wake           | Raleigh      | 4,00  | 6,40  | 3      | Lumley Road                                                              |                                                          |
| Wake           | Raleigh      | 4,20  | 6,80  | 4      | US 70 (Glenwood Avenue) – Raleigh, Durham                                | Indiqué sortie 4A (est) et 4B (ouest)                    |
| Wake           | Raleigh      | 7,00  | 11,30 | 7      | Leesville Road                                                           |                                                          |
| Wake           |              | 9,20  | 14,80 | 9      | NC 50 (en) (Creedmoor Road) – Creedmoor, Raleigh                         |                                                          |
| Wake           | Raleigh      | 11,40 | 18,30 | 11     | Six Forks Road                                                           |                                                          |
| Wake           | Raleigh      | 13,80 | 22,20 | 14     | Falls of Neuse Road                                                      |                                                          |
| Wake           | Raleigh      | 16,80 | 27,00 | 16     | US 1 (Capital Boulevard) – Raleigh, Wake Forest                          |                                                          |
| Wake           | Raleigh      | 17,00 | 27,40 | 17     | Triangle Town Boulevard                                                  |                                                          |
| Wake           | Raleigh      | 18,40 | 29,60 | 18     | US 401 (Louisburg Road) – Louisburg, Raleigh                             |                                                          |
| Wake           |              | 20,20 | 32,50 | 20     | Buffaloe Road                                                            |                                                          |
| Wake           | Knightdale   | 24,60 | 39,60 | 24     | US 64 Bus. – Raleigh, Knightdale                                         | Indiqué sortie 24A (ouest) et 24B (est) en direction est |
| Wake           | Knightdale   | 25,80 | 41,50 | 26     | I-87 / US 64 / US 264 (Knightdale Bypass) – Raleigh, Wilson, Rocky Mount | Indiqué sortie 26A (ouest) et 26B (est)                  |
|                |              |       |       |        |                                                                          |                                                          |